# カトリック松戸教会
カトリック松戸教会（カトリックまつどきょうかい）は、千葉県松戸市にあるカトリック東京大司教区の教会およびその聖堂であり、教会堂名は「大天使聖ミカエル」である。

## 沿革
明治10年代から、千葉県東葛地方には、パリ外国宣教会の司祭たちが松戸・流山・柏などで宣教し、多くの信者家族が生まれていた。しかし教会は遠く、また司祭は年に数度しか訪れないため、信徒は沿線に教会が出来ることを待ち望んでいた。そこで1949年、土井辰雄（東京大司教区大司教）が、たびたび東葛地方巡回をしていた荒井勝三郎（後の横浜司教）に対して、松戸に教会設立のための土地を探すよう指示した。種々の選択の結果、翌1950年7月、松戸駅前にある向山中段の地（現在イトーヨーカ堂松戸店）に教会聖堂を建設し、土井辰雄大司教によって献堂式が行われた。
1972年、松戸市の駅前再開発に伴う区画整理のため、現在の場所に移転を決定し、12月に白柳誠一大司教司式で献堂式が執り行われる。
2015年、献堂65周年を迎え、守護者「大天使聖ミカエルの祝日に献堂65周年記念ミサが、バチカン駐日教皇大使ジョゼフ・チェノットゥ大司教司式で行われ、教皇フランシスコより使徒的祝福を受ける。
2017年、ファティマの聖母マリア出現100周年の記念で作られ、教皇フランシスコに祝福されたファティマの聖母像が安置される。
2020年より、東京大司教区の入門講座が行われる指定教会となり、教区から派遣されるカテキスタによって行われる入門講座が開講されている。

## 概要
アクセスが良いことから、小教区の信徒は千葉・東京・埼玉・茨城に広がっており、東京大司教区でも信徒数が多い教会である。また、日本語によるミサだけではなく、第2週日曜日には英語、第4週日曜日にはタガログ語のミサが捧げられており、千葉県北西部地方の外国人信徒が多く集まる教会にもなっていた。（現在は、英語ミサ、タガログ語ミサは行われていない）
10月に行われるミカエル祭バザーは開放されており、敷地内に併設された聖ミカエル幼稚園の父兄子弟や近隣の住民で毎年賑わっている。

## 交通アクセス
- 東日本旅客鉄道（JR東日本）常磐線・京成松戸線松戸駅 東口より徒歩8分。